# تي جاي كلارك
تي جاي كلارك (بالإنجليزية: T. J. Clark)‏ هو مؤرخ الفن وأستاذ جامعي بريطاني، ولد في 12 أبريل 1943 في برستل في المملكة المتحدة.